# Carbocatió

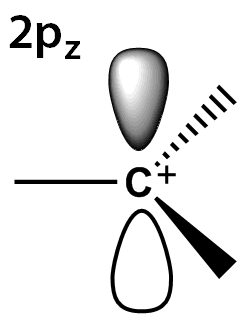
catió tert-butil, mostrant la seva geometria de carbo-hidrats, plana.

Un carbocatió és un àtom de carboni carregat positivament. L'àtom de carboni carregat és un "sextet", és a dir, que només té 6 electrons en la seva capa de valència en lloc dels vuit que asseguren la màxima estabilitat i per això els carbocations són molt reactius.

## Història
Els carbocations van ser descoberts l'any 1891, per G. Merling qui agregà brom a tropilidè i escalfà el producte obtingut, C₇H₇Br. Doering i Knox van mostrar que era bromur de tropili (cicloheptatrienili).
Els carbocations són intermediaris reactius en moltes reaccions orgàniques.

## Propietats

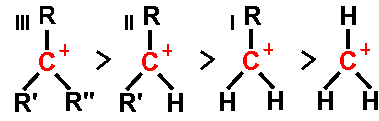
Ordre d'estabilitat d'exemples de carbocations d'alquil
terciaris (III), secundaris (II), i primaris (I).

Un carbocatió, donada la seva càrrega positiva és un electròfil. En química orgànica, un carbocatió acostuma a ser l'objectiu de l'atac d'un nucleòfil, com els ions OH- o ions d'halogen.
Els carbocations es classifiquen com primaris, secundaris, o terciaris, segons el nombre d'àtoms de carboni units a l'àtom ionitzat.